# محمد عمر باطويل
محمد عمر أحمد باطويل (1944-2021) هو شاعر يمني من مدينة عدن. تلقى تعليمه في مسقط رأسه، وواصل دراسته حتى الثانوية. عمل في شركات النفط في عدن، ثم انتقل للعمل في التجارة الحرة. كتب الشعر في سن مبكرة، وله عدد من القصائد العاطفية والوطنية، تغنى بها عدد من الفنانين. وهو والد الشاب عمر باطويل الذي قتل على خلفية أفكاره العلمانية في عدن.